# Восточная горилла
Восто́чная гори́лла (лат. Gorilla beringei) — вид приматов из рода гориллы (Gorilla) семейства гоминиды (Hominidae). Видовое название дано в честь немецкого офицера Фридриха Роберта фон Беринге (1865—1940), который первым обнаружил животное в горах Вирунга.
Из советских учёных первыми увидевшими горных или восточных горилл были в 1976 году А. Г. Банников, П. П. Второв и Н. Н. Дроздов.

## Классификация
Вид восточная горилла состоит из двух подвидов:
- Gorilla beringei beringei Matschie, 1903 — Восточная горная горилла. Численность популяции около 700 особей. Распространена на вулканических склонах Руанды, Уганды и Демократической республики Конго[5].
- Gorilla beringei graueri Matschie, 1914 — Восточная равнинная горилла. Находится в меньшей опасности, нежели горная горилла, численность популяции 5000 особей. Распространена в низменной части Конго и Уганды[6].

## Внешний вид
Восточная горилла имеет большую голову, широкую грудь и длинные ноги. Нос плоский, с большими ноздрями. Волосы в основном чёрного цвета, с синеватым оттенком у горных горилл, зрелые самцы имеют серебряную полосу на спине. Мех покрывает практически всё тело, за исключением лица, груди, ладоней и ступней. С возрастом он приобретает седоватый окрас.
Горные гориллы несколько меньше по размерам, чем их равнинные сородичи. Самцы значительно крупнее самок. Масса тела взрослого самца в среднем 160 кг, иногда может достигать 220 кг. Самки весят 70—114 кг. Длина тела 185 см у самцов и 150 см у самок.

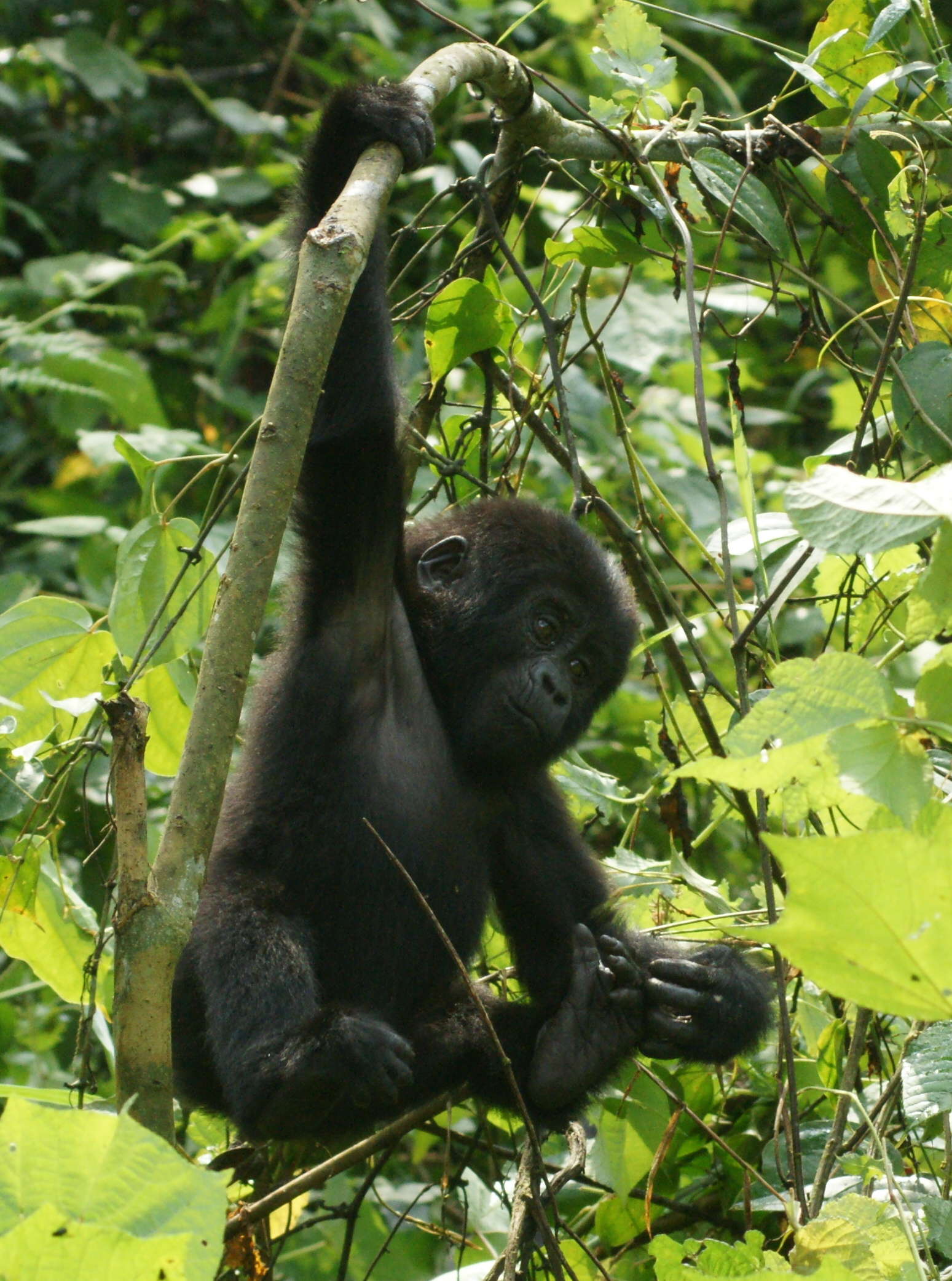
Детёныш восточной гориллы

## Поведение
Проживают в семейных группах, состоящей из доминирующего самца, его самок и детёнышей. Размер группы больше, чем у западных горилл, в среднем 35 особей. Границы территории не охраняются, однако могут происходить стычки при встречах одной группы с другой.
Самки переходят из своей родной группы в другую перед периодом спаривания. Обычно это происходит в возрасте 8 лет. Часто они присоединяются к одиноким самцам и создают новую группу. Самцы покидают семью, с которой они выросли, в 11 лет. Они много времени проводят в одиночном существовании, и создают собственную семью в возрасте от 15 лет и старше.
Питаются корнями, листьями, корой, древесиной, цветами, фруктами и стеблями растений, иногда беспозвоночными животными и грибами.
Чёткого периода размножения у восточных горилл нет. Самки рожают детёнышей только раз в 3—4 года, вследствие длительного периода беременности и воспитания молодняка. Беременность длится 8,5 месяцев. Рождается один детёныш. Новорожденные особи имеют серовато-розовую кожу и могут ползать через 9 недель после рождения. Отлучение от груди происходит в 3,5 года. Половая зрелость наступает в 10 лет у самок и в 15 лет у самцов. Продолжительность жизни 40—50 лет.

## Распространение
Восточные гориллы распространены в низменных и горных субальпийских лесах на востоке Демократической республики Конго, в юго-западной Уганде, Руанде и на территории между рекой Луалаба и озёрами Эдуард и Танганьика. Предпочитают леса с плотной травянистой подстилкой.

## Охранный статус
Горные гориллы проживают в двух изолированных субпопуляциях в Руанде, Уганде и Демократической республике Конго. Субпопуляция в Вирунге в 2003 году оценивалась в 380 особей, она увеличилась на 60 особей по сравнению с 1989 годом. Однако этот прирост был ограничен только одной группой горилл, которые находятся в более защищённой и экологически богатой области. Хотя субпопуляции в национальном парке Бвинди, как полагалось, увеличилась, с 300 до 320 горилл в период 1997—2003 годы, подсчёт в 2006 году показал, что в парке обитает всего 300 обезьян. Общая численность популяции во всех четырёх группах составляет 680 горилл. Горные гориллы распространены в районе с очень высокой плотностью населения. От людей и домашних животных они могут заражаться вирусными заболеваниями. Огромное влияние на подвид оказала политическая нестабильность в районе вулкана Вирунга. Продолжается незаконный выпас скота и вырубка леса для лесозаготовок и сельскохозяйственных угодий.
Численность восточных равнинных горилл в 1995 году оценивалась приблизительно в 16 900 животных. В последнее десятилетие она резко сократилась. Площадь ареала этого подвида 21 600 км², что на 25 % меньше, чем в 1969 году. Существенным фактором выживания для восточных равнинных горилл является сельское хозяйство. Текущая политическая нестабильность и убийство горилл ради мяса усугубляют проблему их защиты.

## Галерея
|                                                                                                   |  |  |
| Слева направо: 1 — восточная горилла во время еды; 2 — в зоопарке; 3 — самка с детёнышем на спине |  |  |